# تشري كريك (نيويورك)
تشري كريك (بالإنجليزية: Cherry Creek, New York)‏ هي بلدة أمريكية تقع في الولايات المتحدة في مقاطعة تشاتاقوا، نيويورك. يقدر عدد سكانها بـ 1,118 نسمة ومساحتها 94.9 كم2 .